# Centro Internacional de Pesquisa sobre Mulheres
O Centro Internacional de Pesquisa sobre Mulheres (ICRW) é uma organização sem fins lucrativos com sede em Washington, DC, nos Estados Unidos, com escritório regional em Nova Deli, na Índia. O ICRW possui escritórios de projectos em Mumbai e Hyderabad, na Índia, e tem vindo a estabelecer uma presença formal na África Oriental. O ICRW trabalha para promover o desenvolvimento com igualdade de género no campo do desenvolvimento internacional.

## Conselho Administrativo
O conselho de administração em 2018:
- Scott Jackson, (Chair)
- Patience Marime-Ball, (Vice Chair)
- Carole Dickert-Scherr
- Trevor Gandy
- Judge Nancy Gertner (Ret.)
- Marijke Jurgens-Dupree
- Naila Kabeer
- Julie T. Katzman
- Jennifer Klein
- Ken Lehman
- Haven Ley
- Jacquelyn Mayfield
- April McClain-Delaney
- Firoza Mehrotra
- Linda Perkins
- Lois Romano

### Oficiais do conselho
- Sarah Degnan Kambou (presidente)
- Patricia Daunas
- Julia Drost[1]